# Кацинский, Анатолий Александрович
Анатолий Александрович Кацинский (Коцинский) (1927—2009) — российский актёр театра и кино, народный артист РСФСР (1982).

## Биография
Анатолий Кацинский родился 18 марта 1927 года.
В 1948 году окончил Щукинское училище (курс И. М. Толчанова) и был принят в труппу театра им. Е. Вахтангова.
В 1995 году как режиссёр поставил «Маскарад» М. Ю. Лермонтова, в 2005 году — моноспектакль по Евангелию «Крестный путь».
Похоронен в Москве на Ваганьковском кладбище.

## Признание и награды
- Заслуженный артист РСФСР (29.01.1968)
- Народный артист РСФСР (26.11.1982)

## Творчество

### Роли в театре

#### Государственный академический театр им. Е. Вахтангова
- «Много шума из ничего» — Дон Жуан
- «Маленькие трагедии» — Сальери
- «Фауст» — Фауст
- «Конармия» — писарь Лейкин
- «Миллионерша» — Аластер Фистфасенден
- «Мадемуазель Нитуш» Флоримона Эрве — гусар
- «Отверженные» — Башка и Анжольрас
- «Молодость театра» — Евгений Николаевич
- «В наши дни» — Гонцов
- «Принцесса Турандот» — Тимур
- «Филумена Мартурано» Эдуардо де Филиппо — Умберто
- «Маскарад» М. Ю. Лермонтова — Арбенин
- 1995 — «Али-Баба и сорок разбойников» В. Шалевич, М. Воронцов. Режиссёры: Вячеслав Шалевич, Александр Горбань — царь Шахрияр[2]

### Фильмография
- 1956 — Много шума из ничего
- 1965 — Под каштанами Праги — Мачек
- 1967 — Твой современник
- 1967 — Операция «Трест» — поручик Вознесенский
- 1968 — Солярис
- 1968 — Из рассказов о Шерлоке Холмсе (телеспектакль) — Доктор Ватсон
- 1969 — Оперативная командировка — Ектов
- 1970 — Драма на охоте — редактор
- 1971 — Принцесса Турандот — Тимур, астраханский царь
- 1971 — Тысяча душ — Белавин
- 1978 — Тогда в Севилье — Командор
- 1982 — Серебряное ревю — Николай Николаевич
- 1983 — Сирано де Бержерак — Ле-Бре
- 1992 — Мелочи жизни — Анатолий Федорович Кузнецов
- 2004 — Воры и проститутки. Приз — полёт в космос